# Irish Rail
Irish Rail és l'operador nacional del sistema ferroviari d'Irlanda. Fundada el 2 de febrer 1987, és una filial de Coras Iompair Éireann (CIE). Gestiona tots els serveis interurbans, de rodalia i de tren de mercaderies interns a la República d'Irlanda, i, en conjunt amb Northern Ireland Railways, el servei de l'empresa entre Dublín i Belfast. El 2009, Iarnrod Éireann va realitzar 38,8 milions de passatgers, enfront dels 43.300.000 el 2008.
Fins a 2013 Irlanda va ser l'únic estat de la Unió Europea que no havien aplicat la Directiva 91/440 de la UE i la legislació corresponent, després d'haver establert una excepció a la seva obligació de dividir les operacions ferroviàries i les empreses d'infraestructura, i permetre el lliure accés de les empreses privades a la xarxa ferroviària. Una consulta sobre la reestructuració de la IE va tenir lloc el 2012. L'excepció va acabar el 14 de març de 2013.